# Mathis (Stati Uniti d'America)
Mathis è una città degli Stati Uniti d'America, situata nello Stato del Texas, nella Contea di San Patricio.